# 维瓦罗
维瓦罗（義大利語：Vivaro），是意大利波代诺内省的一个市镇。总面积37平方公里，人口1371人，人口密度37.1人/平方公里（2009年）。ISTAT代码为093050。